# ورزشگاه متروپولیتانو

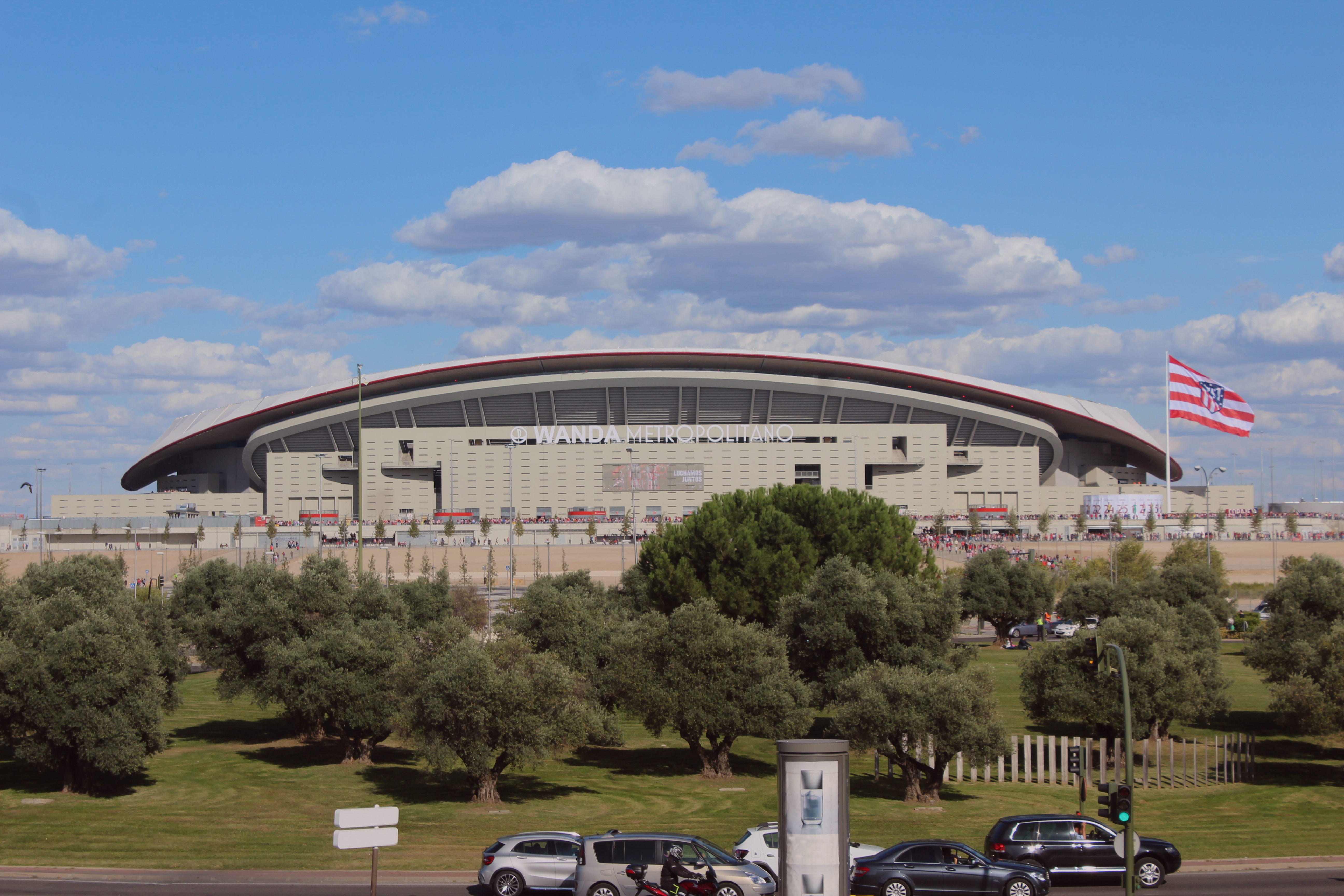
نمایی از بیرون ورزشگاه

ورزشگاه متروپولیتانو، که با نام تجاری ریاض ایر متروپولیتانو نیز شناخته می‌شود، ورزشگاه فوتبالی است که در شهر مادرید در کشور اسپانیا قرار دارد. این ورزشگاه از زمان سال ۲۰۱۷، محل انجام بازی‌های خانگی تیم فوتبال اتلتیکو مادرید است. این ورزشگاه جزو ورزشگاه‌های ۴ ستاره یوفا است. گنجایش این ورزشگاه ۶۷٬۷۰۳ نفر است این ورزشگاه متعلق به شهرداری مادرید است که فینال لیگ قهرمانان اروپا ۲۰۱۹ نیز در این ورزشگاه برگزار شد که لیورپول موفق شد ۲ بر صفر تاتنهام را شکست داده و فاتح چمپیونزلیگ شود